# Relațiile dintre România și Polonia
Relațiile diplomatice dintre România și Polonia au fost stabilite, la nivel de reprezentanță provizorie, la 9 februarie 1919. La 31 mai 1919, relațiile au fost ridicate la nivel de legație.

## În zilele noastre

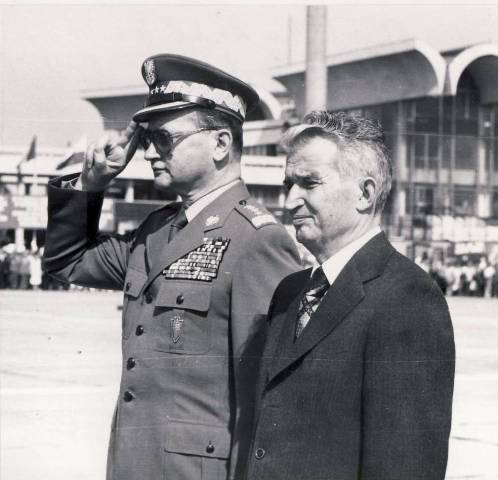
Wojciech Jaruzelski, Nicolae Ceaușescu

România face parte din Grupul de la Craiova împreuna cu Serbia și Bulgaria, iar Polonia face parte din Grupul de la Visegrad, împreuna cu Cehia, Slovacia și Ungaria. 
Sondajele făcute de CBOS despre opiniile polonezilor asupra diferitelor popoare au arătat ca ei displac profund românii, aflându-se pe al treilea spre ultimul loc, doar în fața arabilor și țiganilor.  De asemenea, polonezii cred într-o prietenie strânsa cu Ungaria, țară neplăcută de români și vice versa.

## Reprezentare diplomatică
Ambasador Extraordinar și Plenipotențiar al României în Republica Polonă este domnul Theodor Cosmin Onisii din 2021 - prezentarea scrisorilor de acreditare
Ambasador Extraordinar și Plenipotențiar al Republicii Polone în România este domnul Marcin Wilczek  din 10 septembrie 2015 - prezentarea scrisorilor de acreditare
În Polonia funcționează un Consulat General Onorific, la Kielce (Consul General Onorific - Michał Sołowow) și alte două Consulate Onorifice ale României: la Poznan (Consul Onorific - Iuliana Grazynska) și Bialystok (Consul Onorific - Ewa Moroz Ustynowicz).